# گورنگا رژانا
گورنگا رژانا (به صربی: Gornja Ržana) یک روستا در صربستان است که در بوسیلگراد واقع شده‌است. گورنگا رژانا ۹۵ نفر جمعیت دارد.